# Pearson & Cox
Die Pearson & Cox Ltd. war ein britischer Automobilhersteller, der nur 1913 in Shortlands (Kent) ansässig.
Der Pearson-Cox war ein Cyclecar, das von einem V2-Motor von J.A.P. mit 8 bhp (5,9 kW) Leistung angetrieben wurde.